# Fort Boyard: Ostateczne starcie
Fort Boyard: Ostateczne Starcie (ang. Fort Boyard: Ultimate Challenge) – amerykańsko-brytyjski program telewizyjny oparty na francuskim formacie Fort Boyard.
W Polsce emitowany na antenie Disney XD.

## Zasady programu[2]

### Dobór uczestników
Do udziału w teleturnieju mogli się zgłaszać brytyjscy i amerykańscy nastolatkowie. Obowiązywały ich określone granice wiekowe, które zmieniały się w kolejnych edycjach. W pierwszych dwóch sezonach zawodnicy musieli mieć od 13 do 19 lat, w trzecim – od 14 do 18 lat, zaś w czwartej i piątej edycji przedział wiekowy wynosił od 12 do 18 lat.

### Podział na drużyny
Uczestnicy programu w każdej serii byli dzieleni na sześć drużyn, po cztery osoby w każdej. W pierwszej i drugiej edycji każda drużyna składała się z trzech chłopaków i jednej dziewczyny, natomiast w kolejnych – z dwóch chłopaków i dwóch dziewczyn. Ponadto każdy zespół miał swojego kapitana, a jego członkowie wykonywali zadania w charakterystycznych dla swojej grupy kolorach.
Od pierwszego do czwartego sezonu w teleturnieju brały udział następujące drużyny: Białe Sokoły, Czerwone Żmije, Niebieskie Rekiny, Srebrne Smoki, Zielone Jaguary i Żółte Skorpiony. Z kolei w ostatnim sezonie programu zespoły nazywały się: Czarne Tarantule, Fioletowe Kobry, Pomarańczowe Tygrysy, Szare Nosorożce, Zielone Krokodyle i Żółte Orły.

### Zwykły odcinek
W każdym odcinku naprzeciwko siebie stawały dwie drużyny. W pierwszym etapie ich członkowie musieli się zmierzyć się z wieloma trudnymi zadaniami, na wykonanie których mieli określony czas. Jeśli zawodnik zdołał wykonać zadanie przed upływem czasu, jego drużyna została nagrodzona kluczem, jeśli natomiast nie zdążył go wykonać, zespół nie otrzymywał klucza. W drugim etapie członkowie drużyn mieli za zadanie wynieść jak najwięcej skarbca ze złota, przy czym wcześniej zaczynał zespół, który zdobył w pierwszym etapie więcej kluczy. Odcinek wygrywała drużyna, której udało się zdobyć więcej złota.

### Finał
Po dziewięciu odcinkach następował finał programu. Uczestniczyły w nim dwa zespoły, które we wcześniejszych odcinkach zdobyły najwięcej złota. Zwycięska ekipa otrzymywała tytuł Pogromców Fortu.